# Phaegorista xanthosoma
Phaegorista xanthosoma là một loài bướm đêm trong họ Erebidae.